# بوئینگ ۸۰-۳۶۷
بوئینگ ۸۰-۳۶۷ (به انگلیسی: Boeing 367-80)، یک هواپیمای ساختِ بوئینگ است که در سال ۱۹۵۴ ساخته شد. این هواپیما در ۱۵ ژوئیه ۱۹۵۴ میلادی نخستین پرواز خود را انجام داد.